# Llaillay
Llaillay è un comune del Cile della provincia di San Felipe de Aconcagua nella Regione di Valparaíso. Al censimento del 2002 possedeva una popolazione di 21 644 abitanti.

## Società

### Evoluzione demografica
| Censimento del 1992 | Censimento del 2002 |
| 20 276 ab.          | 21 644 ab.          |